# Mesianismus
Mesianismus je náboženská víra v příchod Mesiáše – Bohem seslaného vykupitele, který má přinést záchranu či spásu těm, kteří v něj uvěří.
V Abrahámovských náboženstvích je Mesianismus vírou a naukou, která se soustřeďuje na příchod mesiáše, který působí jako Bohem ustanovený Spasitel a vůdce lidstva. Mesianismus pochází z hebrejské Bible (křesťanský Starý zákon), ve které mesiáš je židovským monarchou nebo nejvyšším knězem, podle tradice pomazaný svatým olejem. Koncept mesianismu se časem rozvinul a s různými interpretacemi Písma tvoří různá proroctví a portréty mesiáše v rámci judaismu a ve všech abrahámovských náboženstvích. V judaismu bude Mashiach (mesiáš) budoucím židovským králem z rodu Davidova a Vykupitelem židovského lidu a lidstva.
V křesťanství je Ježíš mesiášem, jeho jméno je Kristus, je zachráncem a Božím vykupitelem.
I jiná náboženství mají koncepty související s mesianismem, včetně buddhistické Maitreyy, hinduistického Kalkiho, Zoroastrického Saoshyanta a Toho, ve kterém se projeví Bůh v bábismu.
V širším smyslu jde o očekávání záchrany, vysvobození a spásy od někoho „vyvoleného“, komu je uloženo „dějinné poslání“.

## Český mesianismus
Český mesianismus je souborem kulturních znaků, který můžeme vystopovat v dějinách českého národa. Charakteristickým znakem je označování Čech za nejkřesťanštějším královstvím světa či českých vládců prvními mezi křesťany v několika verzích Alexandreidy. Problematikou českého mesianismu se zabývá především český kulturní historik Petr Hlaváček a Colegium Europeanum při FF UK.

## Polský mesianismus
Polský mesianismus bývá označován nejsilnějším evropským národním mesianismem. Souhrnným označením pro tento jev je takzvaný kult Kristus Evropy, ve kterém je Polsko vnímáno jako mesiáš evropských národů. Hlavními vlivy jeho utváření byl katolicismus, kalvinismus a slovanská národní identifikace literáty 19. století Adamem Mickiewiczem a Zygmuntem Krasińskim.